# Лимфотоксин-бета
Лимфотоксин-бета (англ. Lymphotoxin-beta) — мембранный цитокин, лимфокин из суперсемейства факторов некроза опухоли. Вместе с лимфотоксином-альфа играет роль в нормальном иммунном гомеостазе. 

## Функция
Лимфотоксин-бета является мембранным белком, который синтезируется активированными T- и B-лимфоцитами и естественными киллерами. Он образует гетеротример с лимфотоксином-альфа LTA/LTB/LTB (реже LTA/LTA/LTB) и, таким образом, заякоривает лимфороксин-альфа на клеточной мембране лимфоцита. Такой гетеротример функционирует как лиганд для рецептора TNFRSF3/LTBR. Участвует в нормальном развитии иммунного ответа. Альтернативный сплайсинг приводит к образованию изоформы, которая не связывается с лимфотоксином-альфа и, видимо, функционально неактивна.

## Структура
Белок состоит из 244 аминокислот. Включает короткий (18 аминокислот) цитозольный фрагмент, трансмембранный участок и внеклеточный домен (196 аминокислот).